# Ma‘alé Roded
Ma‘alé Roded (hebreiska: מעלה רודד, Ma’alé Roded) är en ås i Israel.   Den ligger i distriktet Södra distriktet, i den södra delen av landet.